# Revoluția Engleză
Revoluția engleză, eveniment major al epocii moderne, dar și al istoriei Angliei s-a desfășurat în perioada 1640-1688. Debutul său a fost marcat de convocarea parlamentului de către regele Carol I Stuart, în 1640, fiind urmat de un război civil sângeros între susținătorii regelui (cavalerii) și tabăra parlamentară („capetele rotunde”). În cele din urmă, tabăra parlamentară a ieșit victorioasă, monarhia a fost înlăturată (1649) și s-a instaurat „republica”, apoi „protectoratul”, avându-l în frunte pe Oliver Cromwell. La puțin timp după moartea acestuia, se va produce restaurația Stuarților (1660-1688). Tentativele regilor Stuarți de a reinstaura absolutismul monarhic, precum și frica de catolicism a unora dintre supuși, va determina burghezia, aliată cu noua nobilime, să înlăture definitiv de la tronul Angliei dinastia Stuart și să-l aducă pe Wilhelm de Orania, ca regent al Angliei, în noiembrie 1688. Instalarea pe tron a acestuia, fără nici un fel de incident, a intrat în istorie sub numele de „Revoluția glorioasă”. Revoluția engleză a fost prima din marile revoluții ale epocii moderne, urmată cronologic de Revoluția americană respectiv Revoluția franceză. Revoluția engleză a impus în lume modelul monarhiei constituționale (nota bene: Anglia nu are o constituție, în înțelesul modern al cuvântului, ci un pachet de legi care practic fac cât o constituție, de aceea este numită monarhie parlamentară), bazată pe principiul separării puterilor în stat.

## Premisele revoluției

### Premise social-economice
În Anglia, populația era de aproape 4 milioane de locuitori la începutul secolului al XVII-lea iar capitalismul era vizibil atât la orașe cât și la sate, plus la aceasta, societatea începe a gândi altfel, deja nu mai sunau afirmații ca regele e sfânt, și încep a se gândi la drepturile și privilegiile pe care ar trebui să le posede, se referă, în mare parte, la nobilime și boieri.

În domeniul agrar apar primele forme de tip capitalist. Se dezvoltă manufacturile. În plan social apare noua nobilime și se dezvoltă burghezia.

### Premise politice și ideologice
Există două tradiții ale opoziției parlamentare față de monarhie. Magna Charta Libertatum (1215) stabilea un echilibru între rege și reprezentanții Stărilor din regat.
Monarhii din dinastia Tudorilor, Henric al VIII-lea și Elisabeta I, introduseseră anglicanismul și cultivaseră protestantismul, obținând beneficii enorme din secularizarea averilor bisericești.
După stingerea dinastiei Tudorilor (1603), tronul Angliei a fost ocupat de Iacob I (1603-1625), care inaugura dinastia Stuarților. Iacob I a cultivat anglicanismul și s-a arătat deosebit de intransigent față de catolici și puritani, unii dintre ei emigrând în America. Tot el, a căutat să fundamenteze monarhia absolută de drept divin, însă a întâmpinat opoziția Parlamentului.
Fiul său, Carol I (1625-1649), era atras de catolicism și a dus o politică filo-franceză, stârnind opoziția Parlamentului. Parlamentul englez se împotrivea dorinței regelui Carol I de a vota noi impozite pentru războaiele propuse. 
O importantă particularitate a revoluției engleze a fost faptul că ideologia ei a îmbrăcat o formă religioasă. Mișcarea îndreptată împotriva Bisericii Anglicane este cunoscută sub denumirea de puritanism. Puritanii urmăreau "purificarea" bisericii de toate rămășițele catolicismului, îndeosebi suprimarea episcopatului și introducerea în forma cea mai exactă a calvinismului. De asemenea cereau cult religios și o viață simplă, fără strălucire, respectarea libertăților civile. Puritanii s-au împărțit treptat în două grupuri: presbiterienii și independenții. Primii, grupând elemente mai conservatoare, se pronunțau pentru păstrarea unității organizatorice a Bisericii Anglicane, după principii calvine; conducerea parohiilor și fostelor episcopate urma să fie atribuită unor consilii mixte, compuse din pastori și laici, numite presbiterium (de la grecescul presbyteros care înseamnă "mai bătrân"). Independenții se manifestau împotriva oricărei forme de organizări a bisericii, singurul element de organizare recunoscut era comunitatea locală, care nu depindea de nici un organ superior. 
Numeroasele războaie au adus Anglia într-o nouă criză financiară. Regele Carol I Stuart se vede astfel nevoit să convoace parlamentul, în 1628, pentru a vota noi impozite. Parlamentarii refuză noile impozite și impun regelui să semneze Petiția dreptului (1628) care garanta inviolabilitatea persoanei, recunoștea rolul Parlamentului pentru impunerea de impozite și interzicea legea marțială în timp de pace. Regele semnează actul, dar în scurt timp dizolvă parlamentul, conducând după bunul său plac.
Pentru a mai atenua din nemulțumirea poporului, Carol I a declarat război Scoției și Irlandei. Acesta a fost învins. Pentru a prelungi campania militară, regele convoacă din nou parlamentul pentru a vota noi impozite. Parlamentul a refuzat acest fapt. Opoziția parlamentară este din nou puternică, dar parlamentul a fost din nou dizolvat (Parlamentul cel Scurt). 
În 1640, Parlamentul a emis un act numit "actul trienal" prin care regele trebuia să invoce Parlamentul o dată la 3 ani. 
În 1642, se emite de către Parlament al treilea document al revoluției numit "Mustrarea cea Mare". Regele Carol I cere să fie arestați semnatarii documentului dar acest ordin nu a fost respectat. Astfel că, în 1642, este începută a doua fază a revoluției engleze, faza militară, marcată de plecarea regelui împreună cu armata din Londra, pe motivul nerespectării ordinului dat cu privire la arestarea semnatarilor.

## Desfășurarea revoluției

### Faza parlamentară
Suspendarea Parlamentului cel Scurt a fost urmată de înfrângerea de la Newbourn și de pierderea orașelor Newcastle și Durham. Armata regală s-a retras în localitatea York. La 3 noiembrie 1640 parlamentul a fost din nou convocat (vezi și Parlamentul cel Lung). Parlamentarii vor impune revizuirea proceselor politice, desființarea unor impozite (ex: impozitul pe corăbii) și multe altele.
Victoria parlamentului a devenit deplină după semnarea de către Carol I Stuart a legii privind interzicerea dizolvării parlamentului fără consimțământul acestuia. Radicalizarea revoluției parlamentare s-a realizat în momentul în care regele a primit Mustrarea cea Mare. În ianuarie 1642 a izbucnit revolta londonezilor care a obligat regele să părăsească Londra iar revoluția intră într-o nouă fază.

### Războiul civil
Anglia s-a scindat în două tabere:
- tabăra regalistă (a cavalerilor): reunea simpatizanții regelui, marea nobilime și clerul anglican;
- tabăra parlamentară (capetele rotunde): cuprindea burghezia, noua nobilime, țărănimea.

Conflictul militar s-a declanșat în august 1642. Primele victorii au înclinat de partea armatei regale dar după ce în fruntea armatei parlamentare ajunge Oliver Cromwell, acesta creează armata noului model care, începând cu 1643, a obținut victorii după victorii: Marston-Moor (1644), Naseby (1645) și Preston (1648).
Învins în luptă, Carol a fugit în Scoția, dar a fost predat Parlamentului. Carol I a fost judecat pentru trădare (20 ianuarie 1649) și a fost condamnat la moarte pe eșafod. Prin condamnarea la moarte a regelui (decapitarea a avut loc la Whitehall la 30 ianuarie 1649), 
s-a înfăptuit primul regicid din istoria modernă a Europei, iar conceptul de sacralitate a puterii regale, care acționează prin grația divină, a fost pus sub semnul întrebării. Moartea regelui a determinat modificarea regimului politic.
În toată țara atmosfera era încordată; populația era împărțită între susținătorii regelui și susținătorii parlamentului. Carol cu armata sa, finanțată în special de aristocrație, controla nordul și vestul țării, a căror orașe principale erau Nottingham și Oxford, iar Parlamentul controla Londra și sud-estul țării. După câteva negocieri inutile, a fost declarat războiul. În 23 octombrie 1642 are loc prima bătălie între cele două armate, în apropierea orașului Edgehill. La conducerea armatei regale, se afla nepotul acestuia Rupert, în timp ce Lord General al Parlamentului, era contele deEssex. Bătălia de la Edgehill nu a avut câștigători. Dacă la început cavaleria regală a pus pe fugă infanteria Parlamentului, după aceea, aceasta a reușit să țină piept atacurilor succesive. După această bătălie neconcludentă, au avut loc o serie de bătălii care au fost câștigate de Carol: la Chargrove Field în 18 iunie 1643, la Lansdowe (5 iulie), la Roundway Down (13 iulie)
Dar în 2 iulie 1644 soarta războiului s-a întors în favoarea Parlamentului. Cu bătălia de la Marston Moor, armata Parlamentului, condusă de colonelul de cavalerie Oliver Cromwell, a învins trupele regale. Datorită acestei victorii, Parlamentul și-a extins controlul până în orașul York. Pe timpul iernii, ambele tabere s-au retras pentru a se reînarma și reorganiza. La sosirea verii, luptele au reînceput. În 2 iulie 1645 a avut loc una din cele mai importante bătălii, bătălia de la Naseby, în care trupele regelui au fost anihilate. Carol a fost nevoit să fugă la Oxford, care va fi asediat și cucerit, iar Carol va fi constrâns să fugă din nou. Învins, Carol a decis să se pună în mâinile vechilor aliați, scoțienii. Aceștia, după câteva tratative cu Parlamentul, în schimbul unei sume uriașe, au decis să-l predea pe rege, dușmanilor săi. Regele a fost escortat la Outlands, de unde a fost transferat la Londra, la Hampton Court. De aici, unde era recunoscut încă rege și trăia într-o liniște aparentă, a preferat să fugă. Inițial s-a gândit să meargă la soția sa, care era în Franța la curtea lui Ludovic al XIV-lea, dar s-a răzgândit și a plecat în insula Wight, pe coasta meridională a Angliei, unde a locuit la castelul Carisbrooke[44]. Aproape de Parlament, dar departe de centrul de putere, Carol a putut începe delicatele tratative cu adversarii. Suveranul a renunțat la toate propunerile Parlamentului[45] și a decis să se alieze din nou cu scoțienii, în schimb le-a promis că va impune religia prezbiteriană, (de probă) ca religie oficială în Anglia, pentru trei ani[46]. Astfel a izbucnit cel de-al doilea război civil: zece mii de soldați scoțieni[47], conduși de generalul James Hamilton, au invadat Anglia. Odată cu invazia scoțienilor, regiunile Kent, Essex și Cumberland s-au revoltat puterii parlamentare. Puțin mai târziu s-a revoltat șiGalles. Totuși scoțienii nu au știut să profite de aceste avantaje, și în 17 august 1648 a avut loc bătălia de la Preston. A fost un eșec total: mii de scoțieni au fost făcuți prizonieri, printre care și generalul Hamilton, care după un proces sumar, a fost condamnat la moarte cu acuzația de înaltă trădare și executat. După bătălie, toate orașele regaliste s-au predat, în afară de Colchester, care a fost luat cu asalt și cucerit puțin mai târziu.

### Republica și Protectoratul lui Cromwell
Aceste evenimente au consemnat sfârșitul Marelui Război Civil, război ce a avut caracterul unei revoluții burgheze deoarece s-a reușit abolirea monarhiei absolutiste, aplicarea principiului separației puterilor în stat, aplicarea și respectarea drepturilor și libertăților cetățenești. 
Astfel, în 1649 se proclamă Republica, numită "Commonwealthul Angliei", în care puterea legislativă aparținea, în continuare, Parlamentului, iar cea executivă unui Consiliu de stat, format din 40 de membri, dar în care Oliver Cromwell avea rolul hotărâtor. 
În plan extern, Parlamentul cel Lung și Consiliul de Stat au elaborat o serie de măsuri care vizau cucerirea unor teritorii (Scoția și Irlanda). S-a  organizat o  campanie militară împotriva revoltei catolicilor irlandezi și una împotriva  încercării scoțienilor de a-l impune pe fiul lui Carol ca rege. Parlamentul dorind să consolideze poziția burgheziei engleze, va adopta  așezăminte care vizau comerțul și navigația. Astfel, în 1651, adoptă Actul de navigație, prin care se proclama monopolul de stat asupra tuturor importurilor, ceea ce punea capăt primatului olandez în comerțul maritim spre Anglia. În 1655, Cromwell obține Jamaica de la Spania. 
În plan intern, deosebirile doctrinare dintre Parlament și armată cauzează tensiuni, apărând diferențe de interese între moderați și radicali. Oliver Cromwell își impune, treptat, autoritatea, culminând cu dizolvarea "Parlamentului cel Lung" (1653) și promulgarea a diferite instrumente de guvernare prin care se instituia în Anglia Protectoratul, o formă de dictatură militară. Puterea executivă a fost încredințată lordului protector Oliver Cromwell și unui Consiliu format din 21 de membri. Puterea legislativă a aparținut lordului protector și parlamentului unicameral. Dreptul la vot rămâne cenzitar; catolicii și regaliștii au fost excluși din viața politică. În 1657 s-a promulgat o Constituție prin care puterea lordului protector rămâne cea mai importantă.  
În 1658 Oliver Cromwell moare urmându-i la conducere fiul său Richard Cromwell, ce s-a dovedit a fi incapabil să facă față opoziției, permițând astfel victoria regaliștilor.

### Restaurația Stuarților
Restaurația stuarților a apărut ca o soluție acceptabilă atât pentru burghezie cât și pentru mare parte a nobilimii. Restaurația s-a produs datorită faptului că opoziția era îndreptată împotriva absolutismului monarhic, nu asupra monarhiei, ca instituție.
În perioada 1660 - 1688, cât a durat restaurația, pe tronul Angliei s-au succedat Carol al II-lea Stuart (1660 - 1685) și Iacob al II-lea Stuart (1685 - 1688 ).
Carol al II-lea a promis prin  ,,Declarația de la Breda” (mai 1660) o amnistie generală și garantarea libertății de conștiință. Regimul instaurat de Carol al II-lea evolua spre un echilibru politic în cadrul societății engleze. A acceptat prin Actul de mărturisire a credinței (Test Act, 1673) excluderea catolicilor din toate funcțiile statului. Cel mai important document promulgat de rege a fost Habeas Corpus Act din 1679, care garanta libertatea individuală și stabilește normele de arestare și judecarea deținuților. Prin această lege, Parlamentul încerca să contracareze tendințele de reinstaurare a absolutismului regal. Trecerea la catolicism a urmașului la tron, Iacob al II-lea, și nașterea fiului acestuia, a determinat o puternică reacție populară. 
Iacob al II-lea a promulgat Declarația de indulgență (1687) care acorda catolicilor, libertate religioasă și politică. În consecință, Parlamentul a votat Actul de excludere care garanta succesiunea la coroană doar a necatolicilor. Regele Iacob al II-lea a încheiat o alianță cu regele Ludovic al XIV-lea,  alianță ce îi permitea să întrețină o armată redutabilă. Văzând în această alianță o amenințare, Parlamentul face apel la Wilhelm de Orania, stathouder-ul Olandei, soțul fiicei lui Iacob al II-lea, Maria.

### Revoluția Glorioasă
Deoarece regele Iacob al II-lea Stuart a încercat să restaureze absolutismul monarhic, opoziția a hotărât abdicarea regelui. Instalarea în noiembrie 1688 ca regent al Angliei, fără nici un fel de incident, a lui Wilhelm de Orania a intrat în istorie sub numele de ,,Revoluția glorioasă”.
În 1689 este elaborată "Declarația drepturilor" (engleză Bill of Rights) care stabilea prerogativele regelui. Suveranul nu putea impune impozite, nu putea să organizeze vreo armată fără avizul Parlamentului; Parlamentul trebuia convocat la intervale regulate; regele nu putea să suspende punerea în execuție a legilor și nici să obstrucționeze în vreun fel respectarea lor; procedurile judiciare se desfășoară prin intermediul juraților;
Cetățenii au dreptul de a-și alege reprezentanții săi.
Triennal Act (1694) fixa durata unei legislaturi la 3 ani, instituind obligativitatea alegerilor periodice și luând regelui posibilitatea de a convoca sau nu parlamentul după bunul său plac. Se punea bazele primei monarhii parlamentare din lume.
Actul de toleranță (1689) acorda o relativă libertate a cultelor.
Actul de instalare (1701), prin care tronul putea fi oferit, în caz de lipsă de urmași direcți, și pe linie colaterală a dinastiei, cu condiția de apartenență la confesiunea protestantă. Practic, legea elimina dinastia Stuart, de confesiune catolică, de la succesiunea la Coroană, deschizând astfel calea instaurării dinastiei protestante germane de Hanovra. 
Actul de unire (1707), constituia Regatul Unit al Marii Britanii, din unirea efectivă a Angliei cu Scoția. Ulterior, în 1801, prin uniunea cu Regatul Irlandei, se va numi Regatul Unit al Marii Britanii și al Irlandei.
"Revoluția glorioasă" consacră monarhia parlamentară în care ,,regele domnește, dar nu guvernează". Regele este șeful bisericii, al armatei, al justiției, al diplomației. Puterea executivă aparține Cabinetului, condus de primul-ministru, care este răspunzător în fața Parlamentului. Puterea legislativă este încredințată unui parlament bicameral alcătuit din Camera Lorzilor (membri ereditari sau numiți de rege), și Camera Comunelor (membri aleși prin vot cenzitar). Se edifică un sistem al partidelor politice: Tory, care susțineau puterea regală, erau în principal reprezentanți ai marii nobilimi; și Whig, protestanți și antiabsolutiști, erau reprezentanți ai burgheziei și claselor mijlocii, fiind adepți al liberalismului.